# Polminhac
Polminhac (en francès i en occità) és un municipi francès situat al departament de Cantal i a la regió d'Alvèrnia-Roine-Alps. L'any 2007 tenia 1.113 habitants.

## Demografia

### Població
El 2007 la població de fet de Polminhac era de 1.113 persones. Hi havia 490 famílies de les quals 136 eren unipersonals (60 homes vivint sols i 76 dones vivint soles), 173 parelles sense fills, 153 parelles amb fills i 28 famílies monoparentals amb fills.
La població ha evolucionat segons el següent gràfic:
Habitants censats

### Habitatges
El 2007 hi havia 635 habitatges, 496 eren l'habitatge principal de la família, 98 eren segones residències i 41 estaven desocupats. 561 eren cases i 70 eren apartaments. Dels 496 habitatges principals, 371 estaven ocupats pels seus propietaris, 110 estaven llogats i ocupats pels llogaters i 16 estaven cedits a títol gratuït; 7 tenien una cambra, 18 en tenien dues, 48 en tenien tres, 133 en tenien quatre i 290 en tenien cinc o més. 378 habitatges disposaven pel capbaix d'una plaça de pàrquing. A 227 habitatges hi havia un automòbil i a 192 n'hi havia dos o més.

### Piràmide de població
La piràmide de població per edats i sexe el 2009 era:
| Homes | Edats   | Dones |
| ----- | ------- | ----- |
| 0     | 95 o +  | 0     |
| 0     | 90 a 94 | 0     |
| 0     | 85 a 89 | 4     |
| 4     | 80 a 84 | 8     |
| 28    | 75 a 79 | 44    |
| 28    | 70 a 74 | 28    |
| 48    | 65 a 69 | 40    |
| 36    | 60 a 64 | 16    |
| 20    | 55 a 59 | 52    |
| 20    | 50 a 54 | 20    |
| 68    | 45 a 49 | 40    |
| 44    | 40 a 44 | 48    |
| 36    | 35 a 39 | 36    |
| 40    | 30 a 34 | 28    |
| 36    | 25 a 29 | 52    |
| 28    | 20 a 24 | 44    |
| 44    | 15 a 19 | 48    |
| 24    | 10 a 14 | 12    |
| 28    | 5 a 9   | 20    |
| 24    | 0 a 4   | 8     |

## Economia

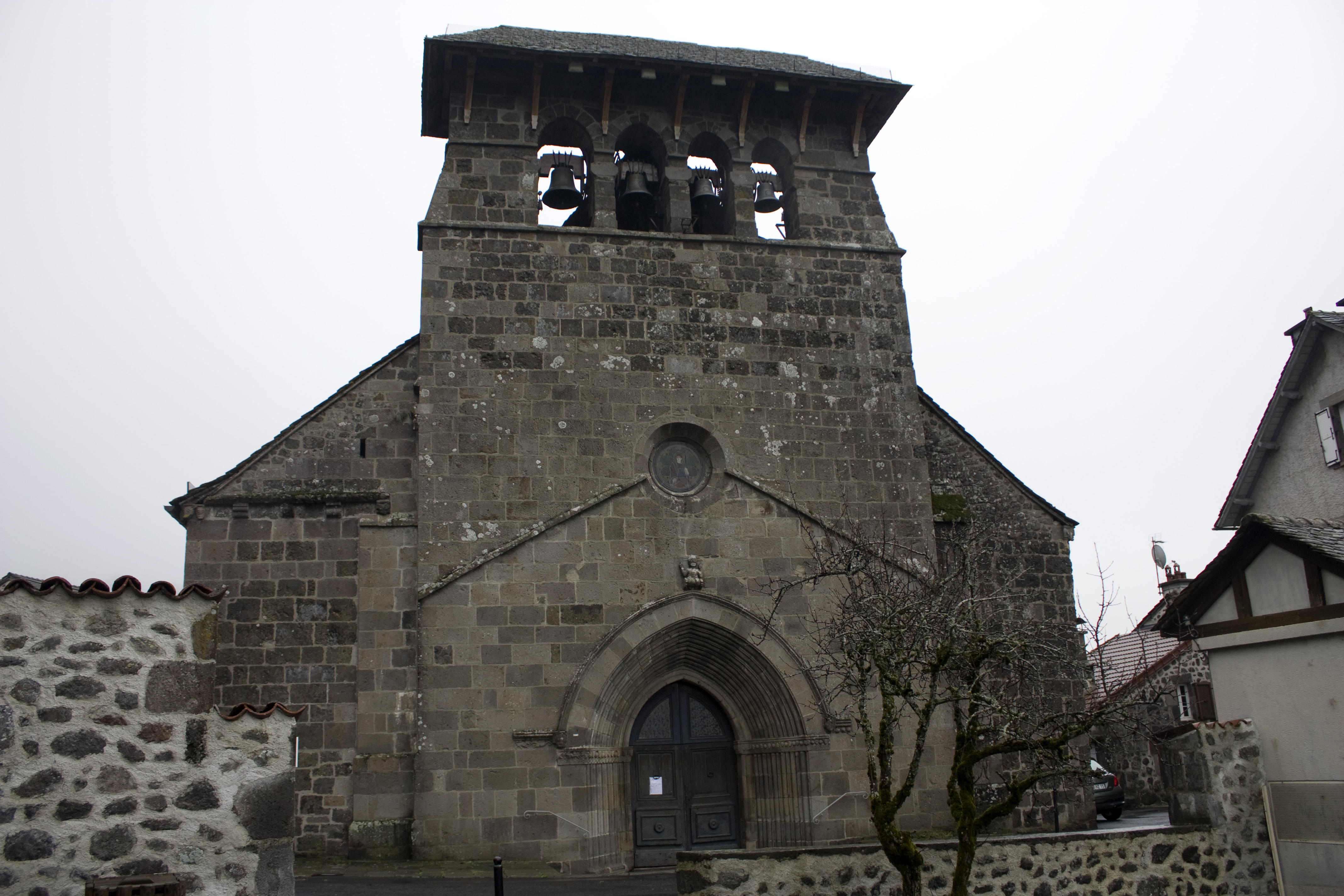
Església de Sant Víctor

El 2007 la població en edat de treballar era de 701 persones, 524 eren actives i 177 eren inactives. De les 524 persones actives 498 estaven ocupades (262 homes i 236 dones) i 26 estaven aturades (9 homes i 17 dones). De les 177 persones inactives 91 estaven jubilades, 49 estaven estudiant i 37 estaven classificades com a «altres inactius».

### Ingressos
El 2009 a Polminhac hi havia 496 unitats fiscals que integraven 1.155 persones, la mediana anual d'ingressos fiscals per persona era de 16.163 €.

### Activitats econòmiques
Dels 48 establiments que hi havia el 2007, 2 eren d'empreses alimentàries, 2 d'empreses de fabricació d'altres productes industrials, 8 d'empreses de construcció, 11 d'empreses de comerç i reparació d'automòbils, 2 d'empreses de transport, 9 d'empreses d'hostatgeria i restauració, 1 d'una empresa financera, 2 d'empreses immobiliàries, 4 d'empreses de serveis, 5 d'entitats de l'administració pública i 2 d'empreses classificades com a «altres activitats de serveis».
Dels 15 establiments de servei als particulars que hi havia el 2009, 1 era una oficina de correu, 1 una oficina bancària, 1 taller de reparació d'automòbils i de material agrícola, 4 paletes, 2 lampisteries, 1 electricista, 1 perruqueria, 1 veterinari i 3 restaurants.
Dels 6 establiments comercials que hi havia el 2009, 2 eren botiges de menys de 120 m², 2 fleques i 2 carnisseries.
L'any 2000 a Polminhac hi havia 40 explotacions agrícoles que ocupaven un total de 2.436 hectàrees.

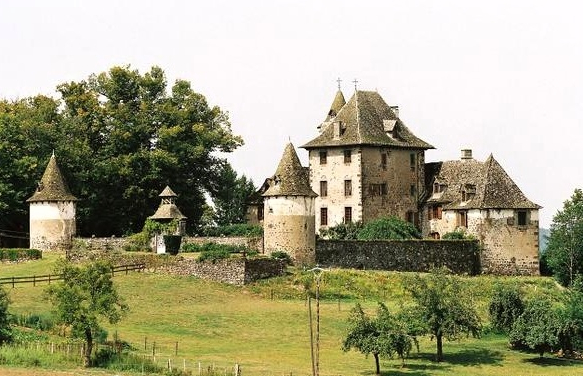
Castell Vixouze

## Equipaments sanitaris i escolars
L'únic equipament sanitari que hi havia el 2009 era una farmàcia.
El 2009 hi havia una escola elemental.

## Poblacions més properes
El següent diagrama mostra les poblacions més properes.